# Giovanni Battista Pietralata
Giovanni Battista Pietralata (auch Giovanni Battista Petralata; † 21. Juli 1587 in Malta) war ein italienischer römisch-katholischer Geistlicher und Bischof von Sant’Angelo dei Lombardi e Bisaccia.

## Leben
Er wurde am 12. Dezember 1580 zum Bischof von Sant’Angelo dei Lombardi e Bisaccia ernannt. Von diesem Amt trat er 1585 zurück. 1587 wurde er zum Inquisitor in Malta bestellt, starb jedoch noch am Tag seiner Ankunft auf der Insel.